# 宝蔵寺 (京都市)
宝蔵寺（ほうぞうじ）は、京都市中京区にある浄土宗西山深草派の寺院。山号は無量山。本尊は阿弥陀如来。伊藤若冲ゆかりの寺院である。

## 歴史
そもそもは弘法大師空海の創立であるが衰退した。文永6年（1269年）浄土宗の長西の弟子で千本釈迦堂第2世である如輪によって元西壬生郷に復興される。しかし再び衰微していたところ、天正9年（1581年）、玉阿律師によって再興される。天正19年（1591年）に豊臣秀吉による寺町の整備により、寺町の裏側にある現在地・裏寺町に移転する。
元治元年（1864年）に起きた禁門の変で全焼する。1932年（昭和7年）現在の本堂が完成する。
本尊の阿弥陀如来像は元禄13年（1700年）の制作である。

## 境内
- 本堂
- 書院
- 八臂辨財天社
- 天道大日如来像
- 山門
- 伊藤若冲親族の墓
- 牧野省三の墓

## 若冲との関係
当寺は錦小路で青物問屋「桝屋」を営む伊藤家の菩提寺である。伊藤若冲は寛延4年（1751年）9月29日に父母の墓石を、明和2年（1765年）11月11日に末弟宗寂の墓石を建立する。
若冲筆の「竹に雄鶏図」「髑髏図」等の他、若冲の弟で弟子の伊藤宗巌（白歳）、弟子の若演、処冲、若啓、若拙、大光、環冲の若冲派作品が所蔵されている。